# HD 213884
HD 213884，又名CP-58 7971，SAO 247505、HR 8593，是一颗恒星，视星等为6.23，位于銀經331.15，銀緯-51.17，其B1900.0坐标为赤經22h 29m 24.5s，赤緯-58° -51.17′ 2″。